# Metrotranvia di Volgograd
La metrotranvia di Volgograd (in russo Volgogradskij metrotram)  è una linea metrotranviaria attiva a Volgograd, in Russia. Fu inaugurata il 5 novembre 1984 e ogni anno viene utilizzata da circa 50 milioni di passeggeri. La linea è lunga 13,5 km, 10,2 dei quali in superficie, mentre i restanti 3,3 scorrono sotto il centro della città. La linea parte dalle periferia nord della città e giunge, con un percorso parallelo al Volga, al centro della città. Vi sono diciannove fermate, alcune nei pressi dei più importanti luoghi di Volgograd.

## Stazioni
Elenco delle stazioni da nord a sud:
- Traktornyj zavod (Тракторный завод)
- Chlebozavod (Хлебозавод)
- Vodootstoj (Водоотстой)
- Bol'nica Il'iča (Больница Ильича)
- Barrikady (Баррикады)
- 14-ja gimnazija (14-я гимназия)
- Stadion "Monolit" (Стадион «Монолит»)
- Zavod "Krasnyj Oktjabr'" (Завод «Красный Октябрь»)
- Ulica imeni 39-j gvardejskoj divizii (Улица имени 39-й гвардейской дивизии)
- Ploščad' Vozroždenija (Площадь Возрождения)
- Dvorec sporta (Дворец спорта)
- Mamaev kurgan (Мамаев курган)
- Central'nyj stadion (Центральный стадион)
- Park Kul'tury (Парк Культуры)
- TRK Evropa (ТРК Европа)
- Ploščad' Lenina (Площадь Ленина)
- Komsomol'skaja (Комсомольская)
- Pionerskaja (Пионерская)
- Profsojuznaja (Профсоюзная)
- TJUZ (ТЮЗ)
- El'šanka (Ельшанка)